# Amara perspecta
Amara perspecta är en skalbaggsart som beskrevs av Thomas Casey. Amara perspecta ingår i släktet Amara och familjen jordlöpare. Inga underarter finns listade i Catalogue of Life.